# مارسيل هايم
مارسيل هايم هو مبارز بالسيف بلجيكي، (و. 1912  م).

## وصلات خارجية
- مارسيل هايم على موقع أوليمبيديا (الإنجليزية)